# WTA Tour Championships 2002
Il WTA Tour Championships 2002 è stato un torneo di tennis che si è giocato al Staples Center di Los Angeles negli USA dal 6 all'11 novembre su campi in cemento. È stata la 32ª edizione del torneo di fine anno di singolare, la 27a del torneo di doppio.

## Campionesse

### Singolare
Kim Clijsters ha battuto in finale  Serena Williams con il punteggio di 7–5, 6–3

### Doppio
Elena Dement'eva /  Janette Husárová hanno battuto in finale  Cara Black /  Elena Lichovceva con il punteggio di 4–6, 6–4, 6–3